# Emre Aydın

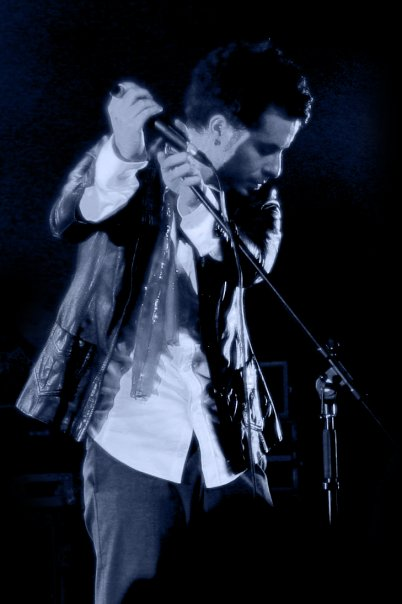
Emre Aydın (2007)

Emre Aydın (* 2. Februar 1981 in Isparta, Türkei) ist ein türkischer Singer-Songwriter und war Sänger der Band 6. Cadde.

## Leben und Karriere
Emre Aydın verbrachte seine Jugend in Isparta. Er besuchte die Antalya Anadolu Lisesi und studierte dann Volkswirtschaft an der Universität des 9. September in Izmir. 2002 gewann er den Sing Your Song Musik Contest mit seiner Band 6. Cadde. 2003 erschien das erste Album von 6. Cadde. Danach machte er erste Schritte in Richtung einer Solo-Karriere. Sein erstes Album Afili Yalnızlık ('Prahlerische Einsamkeit') wurde von Sony BMG Music Entertainment und GRGDN (Management) veröffentlicht.
Bei den MTV Europe Music Awards 2008 gewann er den Preis "Europe’s Favourite Artist" und "Best Turkish Act". Zudem gewann er bislang drei Altın Kelebek Awards. In seiner bisherigen Musiklaufbahn machte er mit zahlreichen Hits wie Afili Yalnızlık, Git, Hoşçakal, Soğuk Odalar, Bir Pazar Kahvaltısı, Sen Beni Unutamazsın oder Beni Vurup Yerde Bırakma auf sich aufmerksam.

## Diskografie

### Alben
- 2003: 6. Cadde (mit 6. Cadde)
- 2006: Afili Yalnızlık
- 2010: Kağıt Evler
- 2013: Eylül Geldi Sonra
- 2019: Uyut Beni (mit 6. Cadde)

### Singles
| - 2006: Afili Yalnızlık - 2007: Kim Dokunduysa Sana Ona Git - 2007: Git - 2007: Belki Bir Gün Özlersin - 2007: Sensiz İstanbul'a Düşmanım (mit Gripin) - 2008: Bu Kez Anladım - 2008: Dayan Yalnızlığım - 2008: Süpriz - 2010: Falling Down - 2010: Beni Unutma (Original: Haris Alexiou – Fevgo) - 2010: Bu Yağmurlar - 2010: Alıştım Susmaya - 2010: Hoşçakal - 2011: Son Defa - 2011: Tam Dört Yıl Olmuş Dün - 2011: Dipteyim Sondayım Depresyondayım - 2011: Dağlar Dağlar (mit Kurtalan Ekspres & Özlem Yüksek) - 2012: Bir Teselli Ver - 2012: Beni Biraz Böyle Hatırla - 2012: Soğuk Odalar (mit Gülden) - 2013: Son Perde (mit Nilüfer) - 2013: Sor (mit Atiye) - 2013: Eyvah - 2014: Bitti Tebrikler - 2014: Bir Pazar Kahvaltısı (mit Model) - 2014: Kadar (mit Bengü) - 2015: Her Şeyden Çok - 2015: Ses Ver - 2016: Ölünmüyor - 2016: Buralar Yalan | - 2016: Sen Beni Unutamazsın - 2017: Beni Vurup Yerde Bırakma - 2018: Ölüm Kalım Meselesi (mit Yaprak Çamlıca) - 2018: I Don't Wanna Fall Down - 2018: My Favourite Pain - 2018: Çocuğum Belki - 2018: Sensiz - 2019: Her Şey Biraz Hala Sen - 2019: Güllerim Soldu (mit 6. Cadde) - 2020: Yalnızım Dostlarım - 2020: Yani (Akustik) - 2020: Bu Sefer Sorun Bende (mit Sokrat St) - 2020: Blame - 2021: Chasing Cars - 2021: Hercai - 2021: Beni Anla (mit Çağan Şengül) - 2021: Hırka - 2021: Ratatan - 2022: Kör Kuyu - 2022: Kırlangıç - 2022: Yansın (mit Çağan Şengül) - 2023: Fırtınam - 2023: Hayaletler (mit Vera) - 2024: Gidiyorum - 2024: Herkes Mi Terk Etmiş - 2024: Yalnız da Ayağa Kalkabilirim - 2025: Bir Şişe Kırmızı - 2025: Sana Değmez - 2025: Son Yalancı |

## Auszeichnungen
- 2007: Altın Kelebek Award in der Kategorie Bester Newcomer
- 2008: Kral Türkiye Müzik Award in der Kategorie Bester Rockmusiker
- 2008: MTV Europe Music Awards in der Kategorie Europe’s Favourite Artist
- 2008: MTV Europe Music Awards in der Kategorie Best Turkish Act
- 2008: Altın Kelebek Award in der Kategorie Bestes Musikvideo (für Belki Bir Gün Özlersin)
- 2011: Altın Kelebek Award in der Kategorie Bestes Musikvideo (für Son Defa)
- 2013: Kral Türkiye Müzik Award in der Kategorie Beste Single (für Beni Biraz Böyle Hatırla)
- 2013: Kral Türkiye Müzik Award in der Kategorie Bestes Duett (für Soğuk Odalar)